# Rhynchodina
Rhynchodina este un gen monotipic de molie din familia Erebidae⁠(d) . Singura sa specie, Rhynchodina molybdota, se găsește în Myanmar, Borneo și Sumatra . Atât genul, cât și specia au fost descrise pentru prima dată de George Hampson⁠(d) în 1926.  
Este mai puțin întâlnită în zonele de șes ori de deal împădurit. Specia e caracterizată de un puternic dimorfism sexual , masculii având franjuri latero-dorsale proeminente, de-a lungul costei (marginea anterioara sau costala) aripii anterioare, care continuă de la mijlocul costei, prin aripă, într-un pliu în formă de semilună. 